# Svépravice
Svépravice är en ort i Tjeckien.   Den ligger i regionen Vysočina, i den centrala delen av landet, 90 km sydost om huvudstaden Prag. Svépravice ligger 514 meter över havet och antalet invånare är 118.
Terrängen runt Svépravice är platt. Runt Svépravice är det ganska tätbefolkat, med 62 invånare per kvadratkilometer. Närmaste större samhälle är Pelhřimov, 7,2 km söder om Svépravice. Omgivningarna runt Svépravice är en mosaik av jordbruksmark och naturlig växtlighet.